# Euphorbia descampsii
Euphorbia descampsii là một loài thực vật có hoa trong họ Đại kích. Loài này được (Pax) Bruyns mô tả khoa học đầu tiên năm 2006.